# 滨江宝龙城

滨江宝龙城

滨江宝龙城是位于杭州市滨江区的一家大型商业综合体，地处江南大道与滨盛路之间，东至规划支路，西至火炬大道，2016年12月开业。它是继下沙宝龙广场、富阳宝龙广场、萧山宝龙广场后，杭州的第四家宝龙广场，也是滨江首家大型商场。

## 历史
滨江宝龙城整个项目总占地面积约76,943平米，总建筑面积26.9万方，包括2万方4层的商业街、4万方写字楼、14万方购物中心及8万方46层199米高的超高层建筑。
入驻商场的主要品牌有永辉超市、百老汇IMAX影院、好乐迪KTV、屈臣氏、哈根达斯、星巴克、老头儿、必胜客、外婆家、赤坂亭，GAP、ZARA、H&M、UR、UNIQLO、UA、迪卡侬、拉夏贝尔集合店、SEPHORA丝芙兰、JNBY系品牌、绫致系品牌，其他餐饮有鲈鱼、青春派包角布、桃园眷村（首次进入浙江市场）。